# Быков, Артём Геннадьевич
Артём Генна́дьевич Бы́ков (бел. Арцём Генадзьевіч Быкаў; род. 19 октября 1992, Минск) — белорусский футболист, полузащитник клуба «Динамо-Брест».
Выступал за сборную Беларуси.

## Карьера

### Клубная
Артём Быков начал заниматься футболом в 6 лет в структуре «Звезды-БГУ» у тренера Якова Борисовича Ляндреса. Именно он заметил первоклассника в одной из школ Минска. Начинал карьеру как нападающий. Часто становился лучшим нападающим или лучшим бомбардиром в турнирах, в которых принимал участие. В 14 лет у Артёма Быкова возникли проблемы с коленями. После того, как проблемы со здоровьем остались позади, Артём перешёл на позицию полузащитника.
В столичное «Динамо» игрок попал в декабре 2010 года. Его и ещё двоих одноклубников ожидал просмотр в дубле. Спустя 2 месяца Быкову предложили подписать контракт. В 2012 году провёл полсезона в аренде в клубе «Берёза-2010». С 2013 года, после возвращения, — игрок основного состава клуба; 22 апреля подписан новый контракт до конца 2017 года. 20 июля 2014 года в матче против брестских одноклубников получил двойной перелом ноги в столкновении с Любеном Николовым и выбыл на несколько месяцев. «Динамо» выступило с официальным заявлением о травме Артема Быкова. Сумел восстановиться лишь к концу сезона. Сыграл 1 матч на групповом этапе Лиги Европы (2014/15). В августе 2015 года до конца сезона был отдан в аренду клубу «Минск». В межсезонье вернулся в «Динамо». В сезоне 2016 играл в основе динамовцев, иногда использовался на позиции центрального защитника. Сезон 2017 начинал в центре полузащиты, позднее стал выступать в качестве левого защитника.
В январе 2018 года продлил контракт с «Динамо». В августе по соглашению сторон покинул клуб и вскоре подписал контракт с брестским «Динамо». Играл в основном составе команды. Сезон 2019 начинал в основе, однако в мае получил травму и до конца сезона появлялся на поле только эпизодично. В декабре 2019 года продлил контракт с клубом на сезон 2020.
В январе 2021 года вернулся в минское «Динамо». В январе 2023 года продлил контракт с клубом. В сезоне-2022 отыграл за минчан во всех турнирах 33 матча, набрав 9 (6+3) бомбардирских баллов. В августе 2024 года подписал соглашение с греческой «Ламией», получив первый опыт выступлений за границей. За полгода в Греции провел 16 матчей во всех турнирах, записав в актив 2 голевые передачи. В феврале 2025 года стал игроком брестского «Динамо», подписав контракт на два года. В июле 2025 года получил 6-матчевую дисквалификацию за удаление в матче высшей лиги с минским «Динамо». Получил прямую красную карточку за удар локтем в лицо Денису Гречихо, у того диагностировали перелом скулы.

### В сборной
Выступал за молодёжную сборную Беларуси.
В национальной сборной дебютировал 19 мая 2014 года в товарищеском матче со сборной Ирана в австрийском Капфенберге (0:0).
В 2015—2016 годах в сборную не вызывался. 1 июня 2017 года после долгого перерыва вновь сыграл за национальную команду, проведя на поле второй тайм товарищеского матча против Швейцарии (0:1).

## Достижения
«Динамо» (Минск)
- Чемпион Беларуси: 2023
- Серебряный призёр чемпионата Беларуси (2): 2014,  2017
- Бронзовый призёр чемпионата Беларуси (2): 2013, 2016
- Финалист Кубка Беларуси: 2012/13

«Динамо-Брест»
- Чемпион Беларуси: 2019
- Обладатель Суперкубка Беларуси (2): 2019, 2020